# Sampoong
Sampoong was een warenhuis in Seoul, Zuid-Korea. Het warenhuis stortte op 29 juni 1995 in, waarbij 501 mensen omkwamen en 937 gewond raakten. Hiermee was het de grootste ramp in vredestijd in de geschiedenis van Zuid-Korea was. De ineenstorting was te wijten aan het opzettelijk gebruik van ondermaatse constructie en corruptie.

## Het gebouw
De Sampoong-groep begon in 1987 met de bouw van het warenhuis Sampoong op een voormalige stortplaats. Het pand was oorspronkelijk bedoeld als kantoorgebouw, maar Lee Joon, de toekomstige beheerder van het gebouw, veranderde tegen het einde van de bouw de plannen naar een groot warenhuis. Hiervoor moest een aantal pilaren verwijderd worden om roltrappen te kunnen plaatsen. Toen het oorspronkelijke bouwbedrijf weigerde de wijzigingen aan te brengen, verbrak Lee het contract met de aannemer, en gaf hij zijn eigen bouwbedrijf de opdracht om het gebouw te voltooien.
Het gebouw werd eind 1989 afgewerkt en het warenhuis Sampoong werd op 7 juli 1990 voor het publiek geopend. Het trok zo'n 40.000 bezoekers per dag. Het warenhuis bestond uit twee vleugels, een noordelijke en een zuidelijke, verbonden door een atrium.
Later werd aan het vier verdiepingen tellende gebouw een vijfde verdieping toegevoegd. Oorspronkelijk was het de bedoeling dat er een rolschaatsbaan zou komen, maar er werden in de plaats hiervan verschillende restaurants voorzien. Toen het bouwbedrijf dat de werkzaamheden zou uitvoeren erop wees dat het bouwwerk geen extra verdieping zou kunnen dragen, werd het vervangen door een ander bedrijf. De vloer van het restaurant werd voorzien van warmwaterleidingen in de vloer omdat het in Koreaanse restaurants gebruikelijk is op de vloer te zitten. Door de waterleidingen moest de betonvloer nog dikker gemaakt worden. Daarnaast waren er airconditioningunits op het dak geïnstalleerd, waardoor een vier keer zo grote belasting ontstond. Dit leidde uiteindelijk tot het instorten van het warenhuis op 19 juni 1995. 